# Łyczba
Łyczba – wieś sołecka w Polsce położona w województwie świętokrzyskim, w powiecie staszowskim, w gminie Łubnice, przy drodze krajowej nr 79.
W 1565 roku wieś w powiecie wiślickim województwa sandomierskiego kupił od Olbrachta Łaskiego kasztelan rawski Stanisław Wolski. W latach 1975–1998 miejscowość administracyjnie należała do województwa tarnobrzeskiego.

## Części wsi
| SIMC    | Nazwa        | Rodzaj             |
| ------- | ------------ | ------------------ |
| 0798682 | Pod Lasem    | część miejscowości |
| 0798699 | Stara Łyczba | część miejscowości |

## Historia
Łyczba, wieś w powiecie stopnickim. Za Długosza Lyczba, własność Jana z Rytwian marszałka koronnego. Wieś Łyczba (Liczba) wchodziła w 1662 roku w skład majętności łubnickiej Łukasza Opalińskiego.
W 1827 r. było tu 15 domów i 122 mieszkańców.